# Akaniblatta alluaudi
Akaniblatta alluaudi är en kackerlacksart som först beskrevs av Bolívar 1893.  Akaniblatta alluaudi ingår i släktet Akaniblatta och familjen småkackerlackor.
Artens utbredningsområde är Elfenbenskusten. Inga underarter finns listade i Catalogue of Life.